# Sebastian Kuboth
Sebastian Kuboth (* 5. Juni 1984 in Schweinfurt) ist ein deutscher Autor und Journalist.

## Leben
Als Schüler veröffentlichte Kuboth selbst gezeichnete Comics, bevor er im Jahr 1999 seine erste eigene Webseite ins Netz stellte. Zwei Jahre später gründete er das Online-Magazin tv-kult.com und zusammen mit Marcus Berg das Musik-Magazin oivision.de, das er bis ins Jahr 2008 mitgestaltete. Im selben Jahr startete er sein eigenes Musikmagazin punkrocknews.de. Nach seiner Schulzeit und ersten beruflichen Erfahrungen zog Kuboth für ein halbes Jahr nach Berlin und anschließend im Herbst 2006 nach München.
Bereits 2005 inszenierte er in München sein Debüt-Hörspiel Kleine Fische zusammen mit Sprechern wie Hansi Kraus, Winfried Frey, Werner Zeussel und Gerhard Acktun. Neben einer zweiten Geschichte der Kleinen Fische folgten in den Jahren darauf verschiedene weitere Hörspiele. Besondere Beachtung fand darunter das erste Punkrock-Hörspiel Kein Halt in Freimann, in dem die Hauptfigur Fränk die Szene und sein bisheriges Leben reflektiert, garniert mit der Musik verschiedener Münchner Punk-Bands.
Bei seinen zumeist im alten München verankerten Hörspielen arbeitet Kuboth mit Gerhard Acktun zusammen, der mit seinem Alogino Hörbuchverlag hauptsächlich Produktionen mit bayrischer Färbung produziert.
Seit 2009 bietet Kuboth Drehort-Führungen in München an und führt Interessierte an die Schauplätze verschiedener Fernsehserien und Filme.
Daneben begann er 2011 alte Briefe, Tagebücher und Dokumente zu sammeln und im Netz zugänglich zu archivieren. Auch geschichtlich relevante Auszüge aus diesen persönlichen Handschriften werden bei der Auswertung ins Archiv aufgenommen.
Sebastian Kuboth lebt und arbeitet in München.
Außerdem betreibt er regelmäßig einen Livestream auf Twitch unter dem Kanalnamen Geschriebene_Geschichte, in dem Kuboth historische Schriften aus seiner Sammlung behandelt. Zusammenschnitte dieser Liveübertragungen veröffentlicht er auf YouTube.

## Bücher
- Ein Jahr im Leben des Felix von Müller – Homosexualität im jungen Kaiserreich 1877 (2022)[13]
- Fritz Brandt, König Ludwig II. und der Pfauenwagen (2021)

## Hörspiele
Autor
- Der ewig währende Fluch des Ignaz Aschenbrenner – Folge 1: Wehe dem Erben!, 2008–2010 (veröffentlicht 2011)
- Fische im Wasser, 2009 (Kurzhörspiele)
- Kein Halt in Freimann, 2007–2008 (Veröffentlicht: 2009)
- Zwicky, der Wolpertinger – Folge 1: Gutti und Spaß haben, 2006 (veröffentlicht 2008)
- Kleine Fische – Folge 2: Des neie Radl, 2006 (veröffentlicht 2007)
- Kleine Fische – Folge 1: Rumdackln, 2005

Sprecher
- Viktualienmarkt G'schichtn - Folge 2: Nachtschicht, 2010 (Rolle: Karli)
- Viktualienmarkt G'schichtn - Folge 1: versprochen is versprochen, 2009 (Rolle: Fußballfan)
- Fische im Wasser, 2009 (Kurzhörspiel, Rolle: Moritz)
- Keine Lust auf Sehnsucht, 2009 (Kurzhörspiel, Rolle: Arzt)
- Kein Halt in Freimann, 2008 (Rolle: Kunde)
- Die Isar-Hunde-Bande, 2006 (Rolle: Frieder)
- Kleine Fische – Folge 2: Des neie Radl, 2006 (Rolle: Spielleiter)
- Kleine Fische – Folge 1: Rumdackln, 2005 (Rolle: Spielleiter)

Produzent
- Der ewig währende Fluch des Ignaz Aschenbrenner - Folge 1: Wehe dem Erben!, 2011
- Hatschipuh – Folge 2: Das Wunder von Schladerbach & Der Gespensterforscher, 2010 (Neuauflage)
- Hatschipuh – Folge 1: Das große Rammazotti & Angst um das Dorf, 2010 (Neuauflage)
- Kein Halt in Freimann, 2008–2009
- Kleine Fische – Folge 2: Des neie Radl, 2006–2007
- Kleine Fische – Folge 1: Rumdackln, 2005